# Tharamangalam
Tharamangalam é uma panchayat (vila) no distrito de Salem, no estado indiano de Tamil Nadu.

## Demografia
Segundo o censo de 2001,  Tharamangalam  tinha uma população de 22,092 habitantes. Os indivíduos do sexo masculino constituem 52% da população e os do sexo feminino 48%. Tharamangalam tem uma taxa de literacia de 59%, inferior à média nacional de 59.5%: a literacia no sexo masculino é de 66% e no sexo feminino é de 51%. Em Tharamangalam, 12% da população está abaixo dos 6 anos de idade.